# 牛久市立中根小学校
牛久市立中根小学校（うしくしりつ なかねしょうがっこう）は、茨城県牛久市中根にある公立小学校。

## 沿革
- 1979年（昭和54年）4月1日 - 牛久町立中根小学校が開校する（牛久町立岡田小学校より分離）[1]
- 1986年（昭和61年）6月1日 - 市制施行に伴い、牛久市立中根小学校と改称する
- 2010年（平成22年）4月1日 - 牛久市立ひたち野うしく小学校を分離

## 学校行事
学校行事には、運動会や、学年毎の発表（中根っ子ミュージックフェスタ・中根っ子ハッピーフェスタ）や、餅つき、餅の会食などがある。

## 通学区域
- ひたち野東2 - 5丁目・猪子町・中根町（一部）・東大和田町（一部）・柏田町（一部）・田宮2丁目（一部）・栄町1丁目・2丁目（一部）・上柏田1丁目・2丁目（一部）・下根町（一部）[2]

## 進学先中学校
- 牛久市立下根中学校[2]

## 出身者
- 村上健志（フルーツポンチ）